# چندل (چوب)
چندل نام نوعی چوب می‌باشد  که از آن به عنوان تیرهای چوبی برای پوشش فضاهای مختلف بسته بهره گرفته شده‌است. دسترسی به این نوع چوب که در برابر رطوبت مقاوم است از طریق دریا و کشورهایی مثل هند بوده‌است.